# Actualidades (Perú)
Actualidades fue una revista ilustrada peruana  de publicación semanal y de temas literarios, que se editó en Lima de 1903 a 1908.
Fue fundada por el escritor arequipeño Juan José Reinoso, en asociación con Rómulo E. García y Julio A. Castillo. Su primer número apareció el 3 de enero de 1903, rotulado como «Revista literaria». Incluía fotograbados en sus notas. Fue la primera publicación de Lima que estableció el pago a sus colaboradores, pues hasta entonces las colaboraciones solían ser gratuitas. Ello sentó un precedente y desde entonces se hizo una práctica generalizada entre los demás diarios y revistas.
Entre sus colaboradores figuraron: Ricardo Palma, Jorge Miota, Manuel Beingolea, Cabotín, Felipe Sassone, Andrés Aramburú Salinas, Clemente Palma, Francisco García Calderón Rey, José Santos Chocano, Leonidas Yerovi, Germán Leguía y Martínez, Ventura García Calderón y Luis Fernán Cisneros.  Aramburú y Cisneros llegaron a ser directores del semanario. 
Llegó a los 275 números. Su último número apareció el 22 de agosto de 1908.